# Bachir Belabbès
Pour les articles homonymes, voir Belabbes (homonymie).
Bachir Belabbès a été ministre de l'Emploi et des Affaires sociales du Maroc sous le règne de Mohammed V, dans le gouvernement Ahmed Balafrej (du 12 mai au 3 décembre 1958).